# Religion au Mozambique
On pratique plusieurs religions au Mozambique. Selon le recensement de 2007, les principaux cultes sont le christianisme pour 56,1 % (dont catholicisme 28,4 %) et l'islam pour 17,9 %, alors que 17,8 % de la population sont animistes et 8,2 % n'ont aucune religion. Le Mozambique est un pays membre de l'Organisation de la coopération islamique.

## Christianisme
L'Église catholique au Mozambique devient une administration apostolique en 1612 et en 1783 une prélature territoriale. En 2005, on estimait à 4 294 000, soit 23 % de la population, le nombre de catholiques.
La Convention baptiste du Mozambique a été officiellement fondée en 1957 . En 2016, elle compterait 200 églises et 75.000 membres .

## Islam
L'islam est la religion d'environ 4 millions d'habitants, soit 17,9 % de la population. La plupart des musulmans mozambicains sont sunnites d'obédience chaféite et de spiritualité soufie, mais on dénombre aussi des chiites duodécimain et ismaéliens. Ces musulmans sont principalement des autochtones, ou des immigrés d’Asie du Sud, surtout d’Inde et du Pakistan. Il existe aussi un petit nombre de musulmans émigrés d'Afrique du Nord et du Moyen-Orient. Le Mozambique est membre de l'Organisation de la coopération islamique depuis 1994.
Deux provinces du nord du Mozambique jouissent d'une population majoritairement musulmane : Niassa (61 %) et Cabo Delgado (54 %).
Depuis 2017, la province de Cabo Delgado connaît une insurrection islamiste. Ses auteurs, que les locaux désignent sous le nom de shebab, a sans doute émergé du groupe salafiste, Ansar al-Sunna créé en 1998. Selon l’ONG Armed Conflict Location & Event Data group, basée aux Etats-Unis, ces djihadistes ont fait au moins 2 000 morts et provoqué le déplacement de plus de 400 000 personnes depuis 2017.

## Autres religions

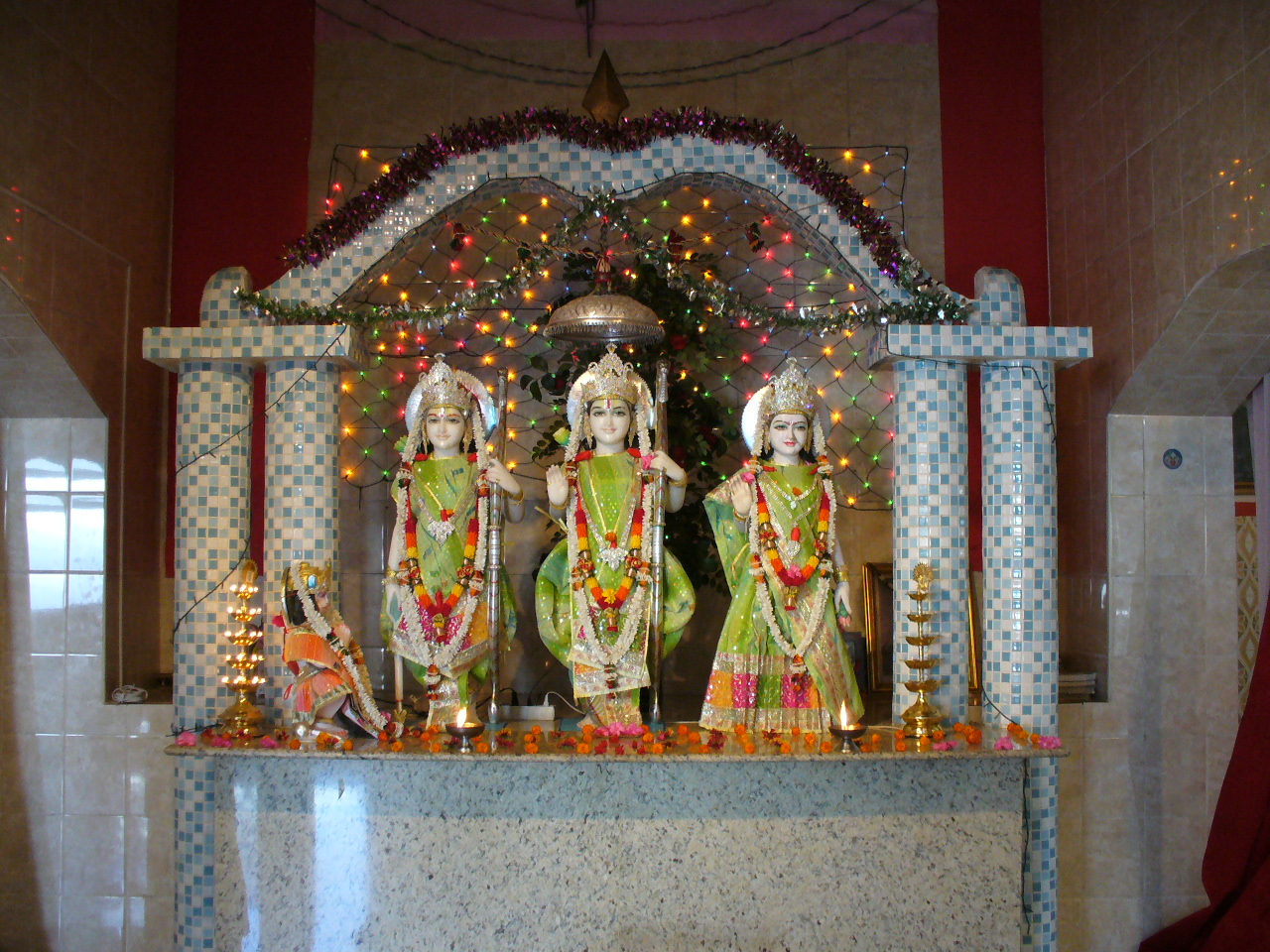
Autel d'un temple hindouiste à Salamanga

17,8 % de la population est Animiste, et les Animistes se retrouvent surtout dans les régions rurales, de l'Est, et du sud du pays. 8,2 % de la population n'a pas de religion, est athée, ou agnostique, ce qui est un fort pourcentage pour un pays Africain. 
Dans les grandes villes du pays, on trouve des Baha'is et des Babistes (ou membres de l'Ahmadisme).   

Il y a aussi des Hindous et des Sikhs qui sont surtout des étrangers, et qui travaillent dans le secteur du commerce.  